# Pitirim Sorokin
Pitirim Alexandrovich Sorokin (em russo: Питирим Александрович Сорокин; Turia, governorado de Vologda, Império Russo, 4 de Fevereiro O.S. 21 de Janeiro de 1889  –  Winchester, Estados Unidos, 11 de Fevereiro de 1968) foi um sociólogo russo. É mais conhecido por suas contribuições para a teoria do ciclo social.
Ativista político e acadêmico, emigrou da União Soviética para os Estados Unidos em 1923. Em 1930, aos 40 anos de idade, recebeu uma solicitação pessoal do reitor da Universidade de Harvard para aceitar um cargo naquela instituição. Fundou o departamento de sociologia de Harvard.
Foi um crítico de seu colega Talcott Parsons. Era um opositor ardente do comunismo, a que ele chamava a "praga do homem".

## Vida
Filho de pai russo e mãe komi, nasceu na aldeia de Turiya na então uyezd de Yarensk no governorado de Vologda, Império Russo, agora distrito de Knyazhpogostsky, república de Komi, Rússia. Oriundo de uma família pobre camponesa, no início dos anos 1900, sustentando-se como artesão e escrivão, ingressou da Universidade de São Petersburgo onde obteve seu diploma de pós-graduação em criminologia e tornou-se professor. Foi perseguido, tanto pelo governo czarista quanto pelo bolchevista, após a revolução russa de 1917. Era anticomunista e durante a revolução,foi membro do ПСР (Партия социалистов-революционеров-Partido Socialista Revolucionário da Rússia) e um dos secretários do primeiro-ministro Alexander Kerensky, líder na assembleia constituinte. Após a revolução de Outubro, continuou a luta contra os líderes comunistas e foi preso pelo novo regime várias vezes. Foi condenado à morte por Lenin que, posteriormente, perdoou-o e escreveu um artigo no jornal Pravda, enaltecendo-se por ter sido clemente. Depois de seis semanas de prisão, foi libertado e voltou ao ensino na Universidade de São Petersburgo. Em 1918, fundou o departamento de sociologia daquela universidade. Em 1922, foi novamente preso e, desta vez, exilado pelo governo soviético. Por ordens de Lenin, foi expulso da Rússia, juntamente com outros intelectuais, na operação conhecida como "Navios dos filósofos".  Emigrou em 1923 para os Estados Unidos onde naturalizou-se em 1930. Foi professor de sociologia na Universidade de Minnesota (1924-1930) e na Universidade de Harvard (1930-1959).

## Trabalhos
Antes de iniciar sua atividade como professor nos Estados Unidos, publicou em 1924 o livro Leaves of a Russian Diary ("Folhas de um Diário Russo"), por EP Dutton & Co., com relatos atualizados sobre a revolução russa que, na realidade, foi iniciado em Fevereiro de 1917, quando ele estava na linha de frente para a criação do governo provisório, apenas para vê-lo perder o poder para os bolcheviques em Outubro de 1917. Em 1950, publicou um adendo ao livro chamado The Thirty Years After ("Os Trinta Anos Depois"). Esta é uma descrição pessoal e brutalmente honesta da revolução e de seu exílio.
Sua obra de escritos acadêmicos é extensa: escreveu 37 livros e mais de 400 artigos. Suas teorias controversas do processo social e da tipologia histórica das culturas são expostas em Social and Cultural Dynamics (4 volumes, 1937-1941) na qual desenvolve uma teoria cíclica do processo social  obra que foi revisada e resumida em 1957. A tese se opõe ao evolucionismo e à ideia de progresso, tendo sido resumida no livro A Crise do Nosso Tempo. Colocou a cultura no centro de suas análises e, ao longo da história, distingue – à maneira de Weber – três tipos ideais de cultura: ideacional, sensorial e idealista. Foi autor de muitas outras obras e também teve interesse na estratificação social, na história da teoria sociológica e no comportamento altruísta.
Seu trabalho aborda três teorias principais: diferenciação social, estratificação social e conflito social. A teoria de diferenciação social descreve três tipos de relações sociais. A primeira é a familiar, tipo que em geral, é desejada. É a relação que tem a maior solidariedade, os valores de todos os envolvidos são considerados, e onde existe um alto nível de interação.
Estratificação social refere-se ao fato de que todas as sociedades são divididas hierarquicamente, em camadas "superiores" e "inferiores", com distribuição desigual de riqueza, poder e influência entre os estratos. Há sempre alguma mobilidade entre estes estratos. Pessoas ou grupos podem se mover "para cima" ou "para baixo" na hierarquia, adquirir ou perder o seu poder e influência.
Conflito social refere-se à sua teoria da guerra. Quer nacional ou internacional, a paz é baseada na similaridade de valores entre diferentes pessoas de uma mesma nação ou naquela existente entre diferentes nações. A guerra tem uma fase destrutiva, quando os valores são destruídos, e uma fase de declínio, quando alguns dos valores são restaurados. Ele pensou que o número de guerras iria diminuir com o aumento da solidariedade e redução do antagonismo. Se os valores de uma sociedade salientam o altruísmo em vez do egoísmo, a incidência de guerras iria diminuir.
Em sua magnum opus Social and Cultural Dynamics  classifica as sociedades segundo a sua "mentalidade cultural", que pode ser "ideacional" (a realidade é espiritual), "sensorial" (a realidade é material), ou "idealista" (uma síntese de ambas). Sugeriu que as grandes civilizações evoluem de ideacionais a idealistas e, eventualmente, a uma mentalidade sensorial. Cada uma destas fases do desenvolvimento cultural não só procuram descrever a natureza da realidade, mas também prevêem a natureza das necessidades e objetivos humanos a serem satisfeitas, a medida em que eles devem ser satisfeitos, e os métodos de satisfação. Interpretou a civilização ocidental contemporânea como uma civilização sensorial, dedicada ao progresso tecnológico e profetizou sua queda através da decadência e do surgimento de uma nova era, ideacional ou idealística.

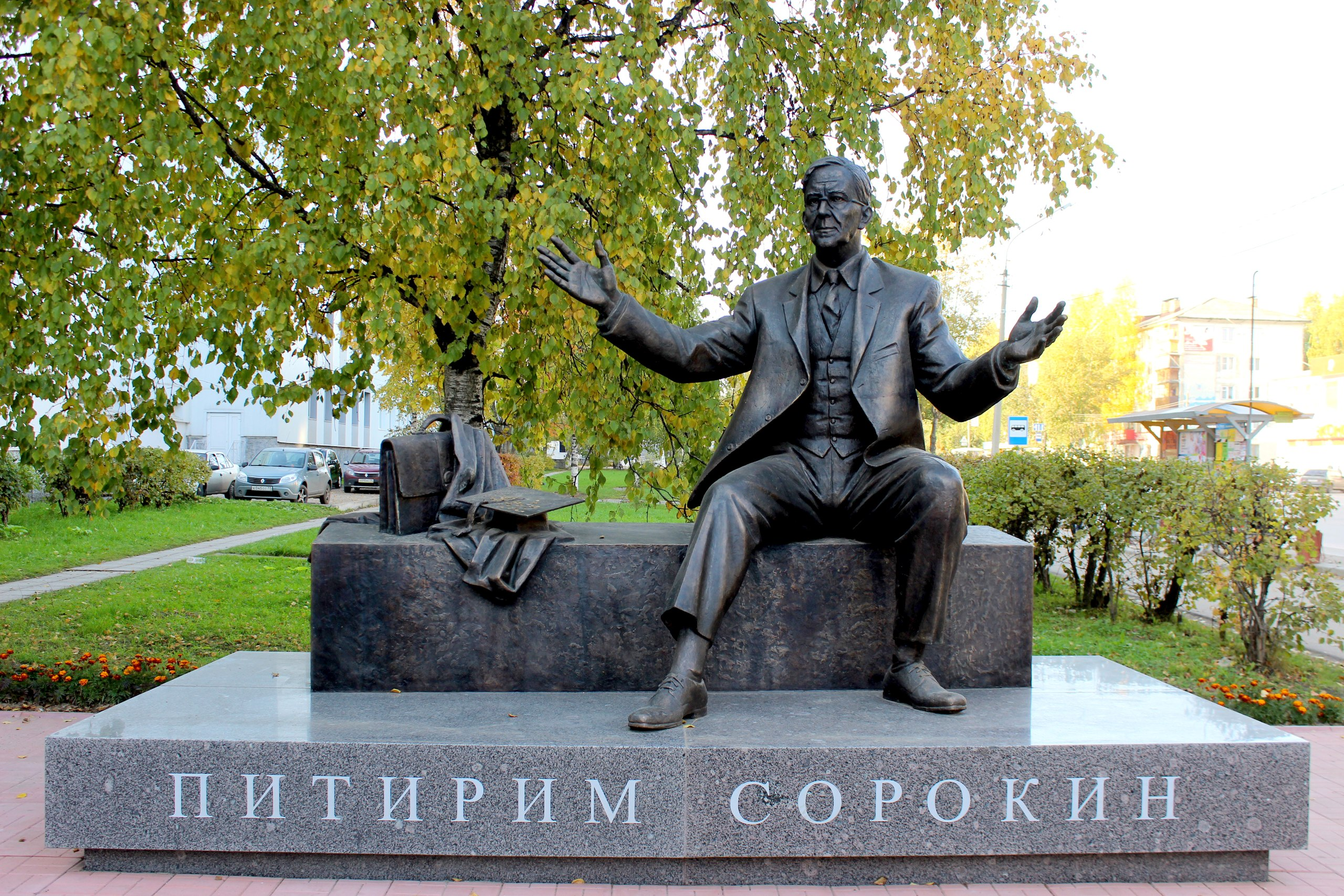
Estátua de Pitirim Sorokin na Universidade de Syktyvkar.

Em Fads and foibles ("Modismos e manias"), critica a pesquisa Genetic Studies of Genius de Lewis Terman, mostrando que o grupo selecionado de crianças com QI elevado obteve resultados tão bons quanto um grupo aleatório de crianças selecionado a partir origens familiares similares.  Já seu livro Ways & power of love, publicado em 1954, quando dirigia o Harvard Research Centre in Creative Altruism, aborda o amor sob sete aspectos: religioso, ético, ontológico, físico, biológico, psicológico e social. Socialmente, o amor é representado pela solidariedade, ajuda mútua e cooperação. 
Teve grande repercussão no pensamento intelectual do Ocidente. Fritjof Capra, em seu livro O Ponto de Mutação, adota a perspectiva de Sorokin em relação ao desenvolvimento histórico da humanidade, para o desenvolvimento de suas próprias reflexões. Atualmente, seus papéis estão sob guarda da Universidade de Saskatchewan, em Saskatoon, no Canadá, onde estão disponíveis ao público. Em Março de 2009, o Sorokin Research Center  foi estabelecido nas instalações da Universidade de Syktyvkar na República de Komi para fins de investigação e publicação de materiais de arquivo, principalmente a partir da coleção da Universidade de Saskatchewan. O primeiro projeto de pesquisa "Correspondência de Pitirim Sorokin selecionada: Cientista de Komi a serviço da humanidade" (em russo) foi elaborado e impresso, no Outono de 2009, na Rússia. 

## Família
Conheceu Helena Baratynskaya, (1894-1975) filha de aristocratas rurais do governorado de Táurida (Crimeia), em 1912, durante noites literárias promovidas na casa de K.F. Zhakova. Helena graduou-se em citologia e botânica nos cursos de Bestuzhev, a maior e mais prestigiada escola superior feminina do império russo. Casaram-se em 26 de Maio de 1917 e tiveram dois filhos: Peter e Sergei. 
Peter (1931 - 2015) foi um físico premiado por suas pesquisas para o desenvolvimento da tecnologia do laser, tendo contribuído para a invenção do laser de corante. Sergei (1933) é um citologista e criador da Sorokin Foundation sediada em Winchester.
 

Pitirim Sorokin morreu em Winchester, Massachusetts, em 1968. Uma missa ortodoxa russa foi realizada na residência da família, seguida de um culto ecumênico no Memorial Church of Harvard University.

## Livros
Espanhol
- La crisis de nuestra era. Buenos Aires: 1948. 259p.
- Teorías Sociológicas Contemporáneas. Editorial Depalma. Buenos Aires. 1951.
- Achaques y manias de la sociologia moderna y ciencias afines. 2. ed. Madrid: 1964. 458p.

Inglês
- Contemporary sociological Theories. Harper & Brothers, New York, 1928
- Principles of Rural-Urban Sociology [24] (com Carle C. Zimmerman) New York : H. Holt, 1929, Prefácio: "a summary of Source book in rural sociology," (três volumes), escrito a pedido do Departamento de Agricultura dos Estados Unidos e da Universidade de Minnesota, publicado em 1930 ou 1931.
- Russia and the United States. 2. ed. London: Stevens, 1950. 213p. (The library of worlf affairs;15)
- Fads and foibles in modern sociology and related sciences. Chicago: Henry Regnery, 1956. 357p.
- Social and Cultural Dynamics, Volume 1. [25] Transaction Publishers, 1962.
- The Sociology of Revolution. 1935 FReprint, H. Fertig, 1967.

Português
- A Crise do Nosso Tempo. Editora Universitaria - SP, 1945.
- Teorias Sociológicas Contemporâneas. Editora Depalma, 1951.
- A Revolução Sexual Americana. Rio de Janeiro: Fundo de Cultura, 1961. 174p.
- Sociedade, Cultura E Personalidade. (2 volumes) Editora Globo, 1968.
- Novas Teorias Sociológicas. Porto Alegre: Globo; [São Paulo]: EDUSP, 1969. 608p.